# Пітінгова корозія

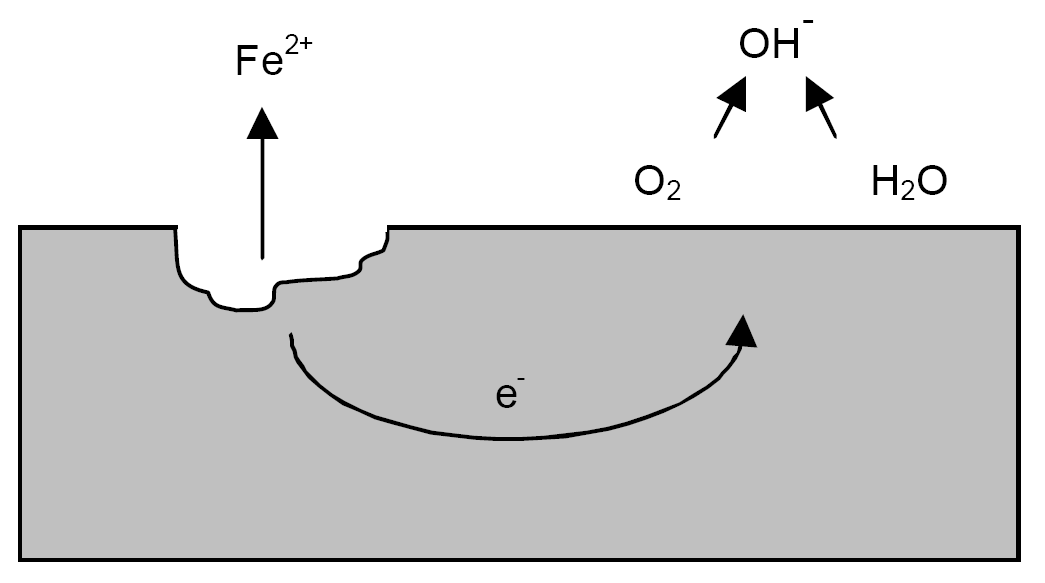
Механізм виникнення корозійних ямок — пітінгу, під впливом кисню

Пі́тінгова коро́зія (англ. pitting, від англ. pit — покриватись ямками) — корозія, що супроводжується утворюванням виразок у металі, тобто порожнин, які починаються з поверхні. Небезпека пітінгової корозії полягає в тому, що порушення металу в багатьох випадках має наскрізний характер.

## Основні поняття
Зовні піттінг проявляється у вигляді появи заглиблень на поверхні сталі. Пітінги виникають головним чином в захисному шарі (нанесеному або утвореному природним чином) у місцях різних дефектів (тріщин від внутрішніх напружень, пор, мікровключень, виходу на поверхню границь зерен, дислокацій і т. п.). Наявність окалини від вальцювання або її залишки на сталевих поверхнях — одна з причин пітінгової корозії. Пітінгова корозія спостерігається в розчинах хлорного заліза, суміші соляної та азотної кислот, морської води та багатьох інших агресивних середовищах. Руйнування спостерігається при наявності в корозійному середовищі іонів-активаторів процесу (Cl-, Br-, I-) і пасиваторів.

## Зменшення впливу пітінгової корозії
Найчутливішими до пітінгової корозії є низьколеговані і неіржавні сталі. Додавання близько 2% молібдену збільшує стійкість неіржавної сталі до пітінгової корозії. Помічено, наприклад, що полірована або тонко зачищена поверхня сталі стійкіша у відношенні до пітінгової корозії, ніж шорстка поверхня.